# Kaiserlich und königlich

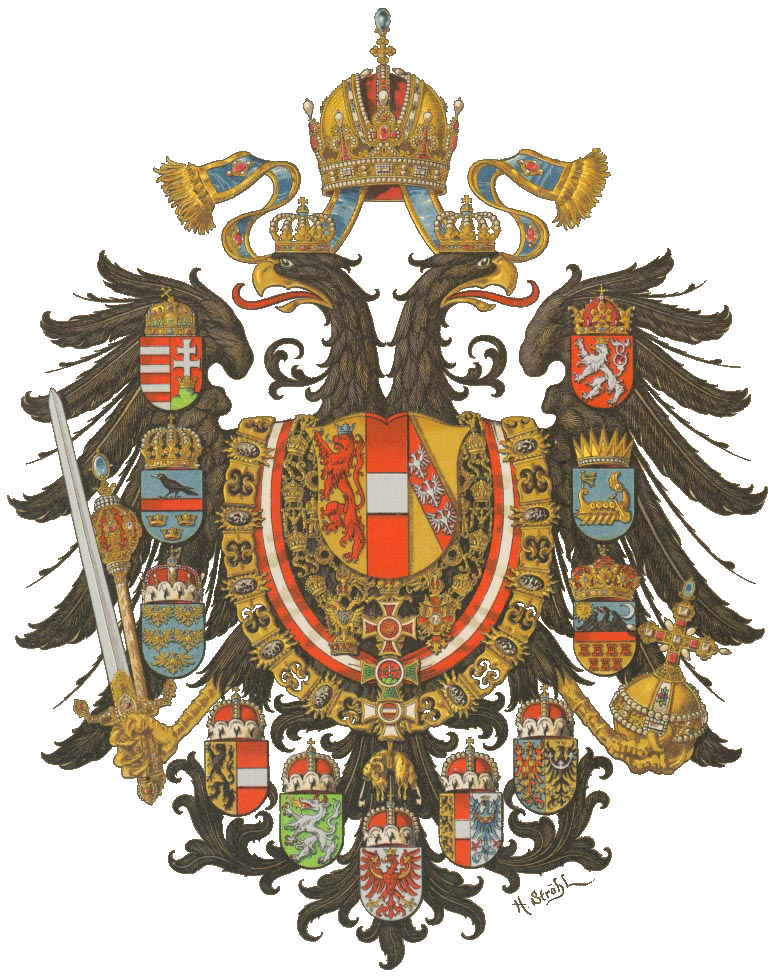
Wapen van de k.u.k. monarchie uit 1867

Kaiserlich und königlich (Duits: Keizerlijk en koninklijk), afgekort als k.u.k., is de aanduiding voor de gemeenschappelijke instituten van de dubbelmonarchie Oostenrijk-Hongarije. Kaiserlich und Königlich verwijst naar het feit dat het staatshoofd van Oostenrijk-Hongarije, Frans Jozef I, zowel keizer van Oostenrijk als koning van Hongarije was. 